# Czerna (Iłowa)
Czerna (deutsch Tschirndorf) ist ein Ort in der Stadt- und Landgemeinde Iłowa im Powiat Żagański der Woiwodschaft Lebus in Polen. Von 1975 bis 1998 gehörte Czerna zur Woiwodschaft Zielona Góra. Von 1937 bis 1945 hieß Tschirndorf Hammerfeld. Der Ort liegt am Fluss Tschirne und an der Woiwodschaftsstraße Nr. 296.

## Geschichte
Tschirndorf bestand zunächst aus den drei Dörfern: Tschirndorf, Hammer und Seltenhain. Es wurde 1474 erstmals als Waldsiedlung „Zschersdorf“ erwähnt. Im Jahr 1482 war hier eine Eisenschmiede in Betrieb. Im 15. und 16. Jahrhundert war es ein Lehen der Familien Kittlitz und Kottwitz und stand unter die Herrschaft des Fürstentums Sagan. Seit 1772 war ein Hochofen in Betrieb. 1786 beschäftigte das örtliche Hüttenzentrum 45 Mitarbeiter. Nach 1945 wurde es stillgelegt. 

## Sehenswürdigkeiten

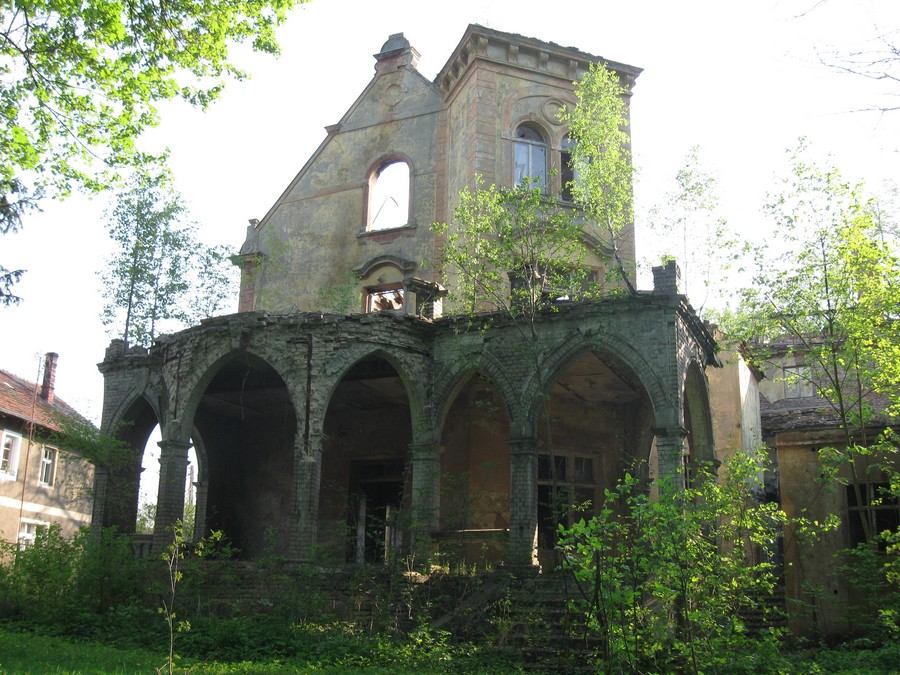
Die Ruine des Schlosses

1905 wurde von der örtlichen Unternehmerfamilie Gloeckner, die in der Metallindustrie tätig war, das Schloss gebaut, ein klassizistisches Gebäude mit Elementen des Art déco. Im Oktober 2005 brannte es nieder und verfällt seitdem ebenso wie der vormalige Schlosspark.

## Sport
Im Ort gibt es den Fußballklub Płomień Czerna.